# 陽智郡
陽智郡（ヤンジぐん、ようちぐん、朝鮮語: 양지군）は、朝鮮京畿道にあった郡。消滅時の郡域はおおむね現在の龍仁市処仁区陽智面と東部洞の一部、安城市古三面にあたる。

## 由来
過去には陽良・陽山・秋渓などと呼ばれた。

## 歴史
- 統一新羅時代~高麗時代に陽良部曲と呼ばれ、処仁部曲と共に水州の管轄下に置かれた。
- 1362年（恭譲王11年） - 安城に管轄官庁変更された。
- 1399年（朝鮮定宗元年） - 安城から分離され陽智県となり、監務が派遣された。
- 1413年（朝鮮太宗13年） - 監務から県監に名称と性格が代わり、独立した行政区画となって、広州府に所属する。広州管内の高安・大谷・木岳・蹄村の4部曲を合併した。[1]
- 1470年（成宗元年） - 陽智県の管轄は六坊に過ぎず、狭いと言う理由で竹山郡から4部曲を編入し、忠清道から京畿道に移管された。[2]
- 1500年（燕山君6年） - 利川と合併したが、4年後の1504年に再興した。この時に定水山の下に置所を置き、周辺の5村を統合して邑内面を設置した。当時、11面を管轄していたと言う。
- 1895年6月23日（旧暦閏5月1日） - 二十三府制により行政区画が再編され、県制度が廃止されたため、郡に昇格した。忠州府所属の陽智郡となり、翌年の十三道制により再び京畿道に所属。
- 1914年4月1日 - 日本の朝鮮総督府の郡面統合により龍仁郡に合併され、面も大規模の統廃合が実施された。[3]
  - 邑内面、朱東面、朱北面、朱西面の一部 → 龍仁郡内四面
  - 朱西面の一部 → 龍仁郡龍仁面麻坪里
  - 古東面、古西面、古北面 → 龍仁郡古三面
- 1915年6月1日 - 古三面の19里中3里が安城郡陽城面に編入され、残りの16里も統廃合され7里となる。[4]
- 1963年1月1日 - 古三面が龍仁郡から安城郡に移管された。[5]
- 1995年 - 龍仁郡内四面が大日本帝国残滓清算や地域正当性復元の一環として、昔の地名である陽智面に改称した。[2]

## 旧新対象

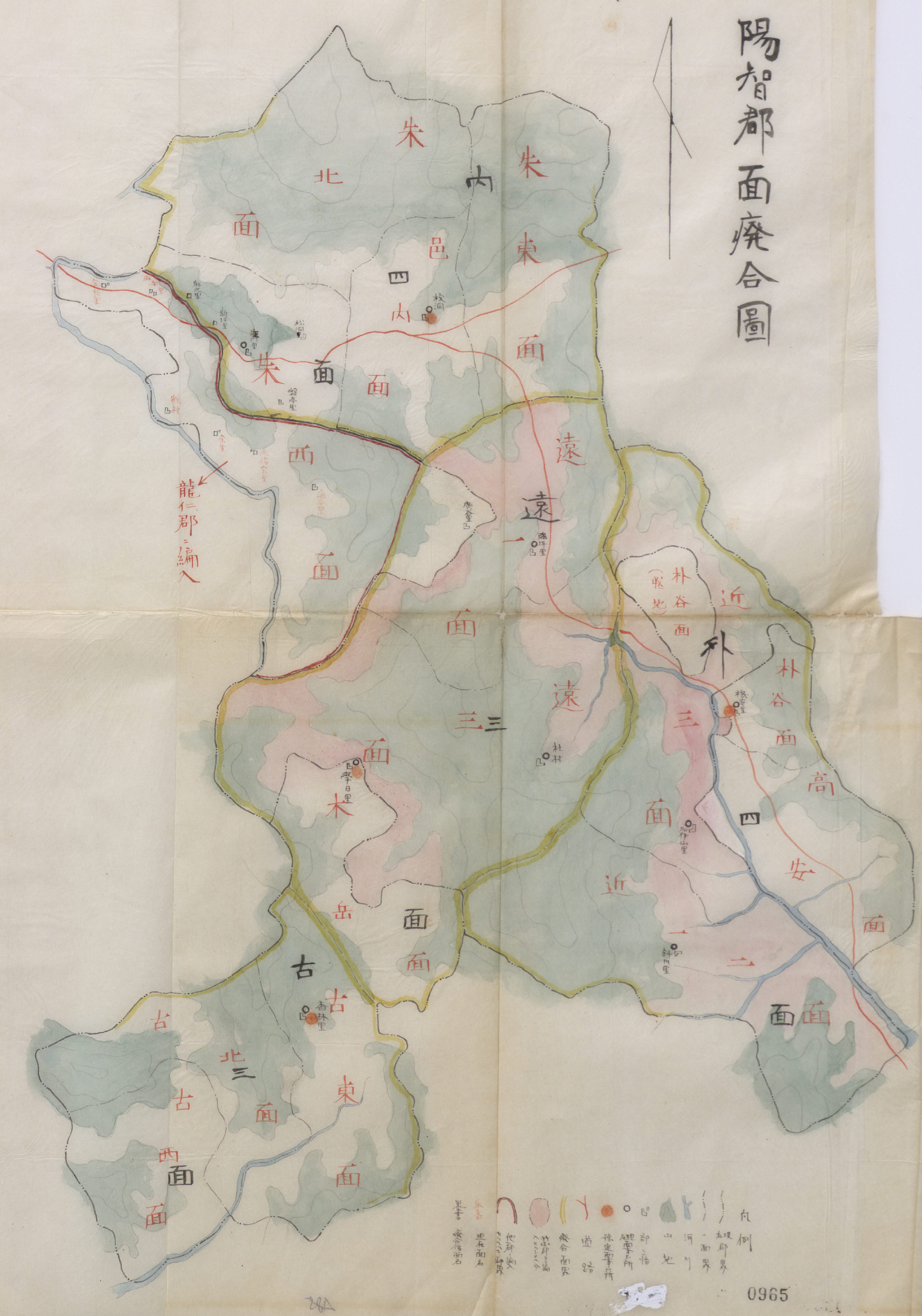
1914年 旧陽智地域面統廃合図

| 旧区画               | 1914年       | 現在               | 現在                                |
| -------------------- | ------------ | ------------------ | ----------------------------------- |
| 陽智郡읍내면         | 龍仁郡내사면 | 龍仁市처인구양지면 | 양지리、남곡리                      |
| 陽智郡주동면         | 龍仁郡내사면 | 龍仁市처인구양지면 | 제일리、평창리、직금리、추계리      |
| 陽智郡주북면         | 龍仁郡내사면 | 龍仁市처인구양지면 | 정수리、대대리、주북리              |
| 陽智郡주서면         | 龍仁郡내사면 | 龍仁市처인구양지면 | 송문리                              |
| 陽智郡주서면         | 龍仁郡수여면 | 龍仁市처인구       | 마평동、운학동、해곡동              |
| 陽智郡고동면         | 龍仁郡고삼면 | 龍仁市고삼면       | 쌍지리、월향리、봉산리、삼은리      |
| 陽智郡고서면         | 龍仁郡고삼면 | 龍仁市고삼면       | 신창리、대갈리                      |
| 陽智郡고북면         | 龍仁郡고삼면 | 龍仁市고삼면       | 가유리                              |
| 陽智郡고북면         | 龍仁郡고삼면 | 安城市양성면       | 미산리·노곡리 각 일부 (1915년 이관) |
| 陽智郡목악면         | 龍仁郡원삼면 | 龍仁市처인구원삼면 | 학일리、목신리                      |
| 陽智郡박곡면         | 龍仁郡외사면 | 龍仁郡처인구백암면 | 박곡리                              |
| 陽智郡고안면         | 龍仁郡외사면 | 龍仁郡처인구백암면 | 백봉리、고안리                      |
| 陽智郡→죽산군 제촌면 | 安城郡죽일면 | 安城市일죽면       | 능국리、당촌리                      |